# Cruza-bico
O cruza-bico-comum (Loxia curvirostra) é uma ave da família Fringillidae.

## Nomes comuns
Dá ainda pelos seguintes nomes comuns: bico-cruzado, trinca-nozes e trinca-pinhas.

## Descrição
É maior do que o verdilhão, assumindo-se, dessarte, como um dos maiores elementos da família dos fringilídeos. Esta espécie é pautada pelo dimorfismo sexual, pelo que, quando adultos, os machos se revestem de uma plumagem inteiramente vermelha-carmim, ao passo que as fêmeas, a par dos espécimes juvenis, mantém uma plumagem esverdeada e cinzenta.
A sua característica mais marcante é o bico, cujas mandíbulas se cruzam na extremidade, permitindo-lhe abrir pinhas, para extrair os pinhões nelas contidos. As populações destas aves são nómadas condicionadas pelo tipo de alimentação. Fazem uma alimentação quase exclusivamente à base das pinhas das coníferas, especialmente as dos pinheiros.

## Comportamento
Durante a época de acasalamento, toca às fêmeas o papel de construção dos ninhos. Costumam  construí-los nos cocurutos dos pinheiros e dos abetos, servindo-se dos materiais disponíveis nas cercanias, (como os ramos da própria árvore, musgo, líquenes e felgas). Amiúde, o macho acompanha a fêmea na tarefa de recolha e transporte destes materiais, durante a nidificação.
A postura cifra-se em três ou quatro ovos por época, embora excepcionalmente possa haver mais do que uma postura por ano, sendo que a respectiva incubação tarda entre 14 e 16 dias. Durante este compasso de espera, a fêmea conta com o macho para a alimentar e proteger. Sendo que no rescaldo da eclosão, as crias são alimentados apenas pelo pai.
Mais tarde, sensivelmente ao fim de 14 dias, as crias principiam a saída do ninho, sendo certo que ainda são alimentados pelos progenitores durante mais alguns dias.

## Distribuição
Distribui-se por quase toda a Europa, sendo especialmente comum no norte do continente; ocorre igualmente na Ásia e América do Norte.

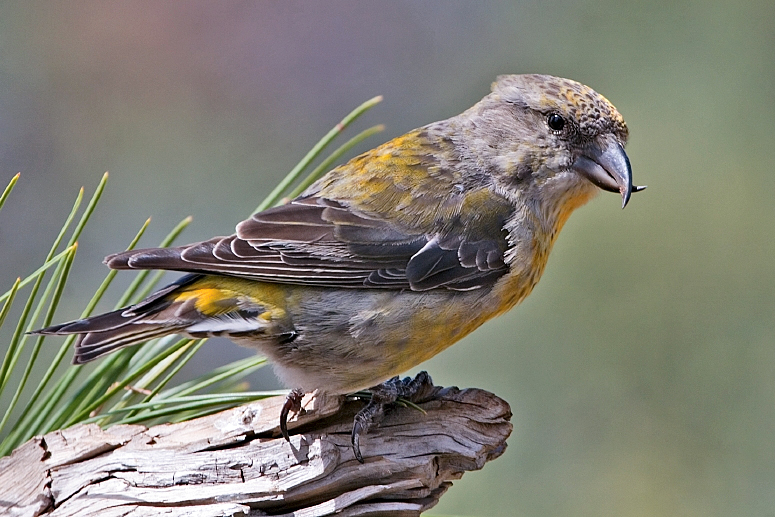
Cruza-bico fêmea.

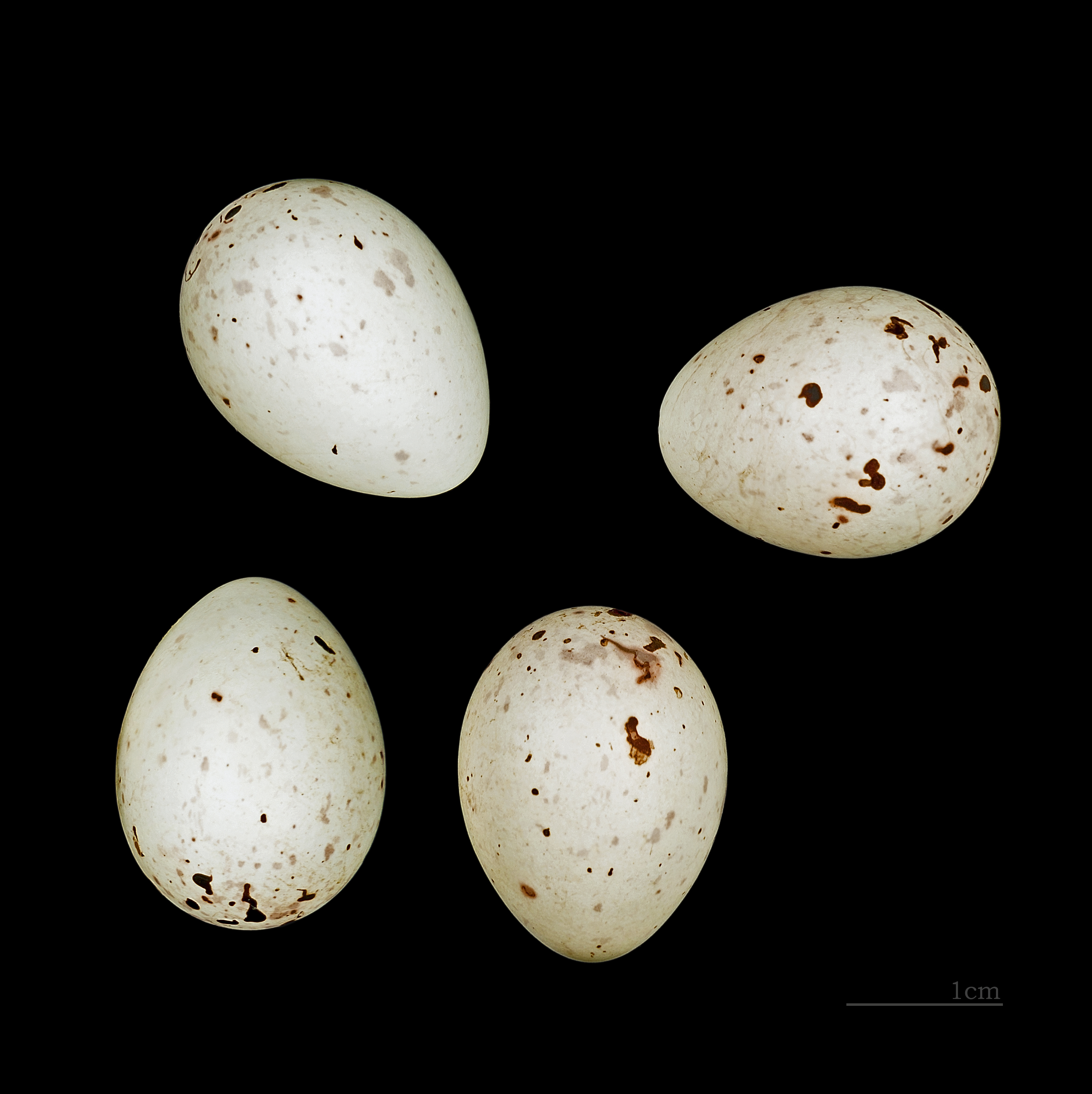
Loxia curvirostra MHNT

### Portugal
A expressão do cruza-bico é imprevisível e inconstante em Portugal, tanto podendo surgir em grandes números em certos anos, como praticamente ausentar-se do país noutros. Tais instabilidades populacionais resultam dos fluxos populacionais vindos do Norte da Europa, que propiciam movimentos migratórios para o Sul do continente.
Os dois últimos grandes influxos que se deram em Portugal ocorreram em 1990 e 1993, sendo que em anos mais recente se têm observados pequenos incrementos.
Na pendência dos anos de invasões, os primeiros cruza-bicos aparecem geralmente em Agosto, podendo haver ulteriormente novas observações durante o Outono. Por vezes a espécie permanece até à Primavera seguinte, chegando mesmo a nidificar no país em certos anos.

### Ecologia
Os pinhais são o seu habitat por excelência, privilegiando o pinheiro-de-casquinha. Algumas populações nidificam em pinhais em certas áreas dos três continentes e na América do Norte, ao passo que há outras populações que se reproduzem nos bosques de abetos.